# Taking Off
Taking Off er en amerikansk komediefilm fra 1971 instrueret af Miloš Forman. Filmen fortæller en historie om et gennemsnitligt par i New York Citys forstæder, hvis teenagedatter er stukket af hjemmefra. Parret får kontakt til andre forældre, hvis børn også er flyttet hjemmefra, og parret lærer noget om ungdomskultur.
Filmen havde premiere på Museum of Modern Art i New York City den 24. februar 1971 og fik dansk premiere i Dagmar den 24. maj samme år under titlen Så letter vi. Filmen fik op igennem 1970'erne flere repremierer i Danmark, nu under filmens originale amerikanske titel.

## Medvirkende
- Linnea Heacock som Jeannie Tyne
- Lynn Carlin som Lynn Tyne
- Buck Henry som Larry Tyne
- Georgia Engel som Margot
- Tony Harvey som Tony
- Audra Lindley som Ann Lockston
- Paul Benedict som Ben Lockston
- Vincent Schiavelli som Schiavelli
- Ike Turner som sig selv
- Tina Turner som sig selv
- Carly Simon som Audition sanger
- Kathy Bates som Audition sanger (som Bobo Bates)
- Jessica Harper som Audition sanger

## Priser
Filmen deltog i konkurrencen ved Filmfestivalen i Cannes i 1971, hvor den sammen med Johnny Got His Gun modtog Grand Prix Ved Bodilprisuddelingen i 1972 vandt filmen prisen for Bedste ikke-europæiske film.
Ved BAFTA-uddelingen i 1972 blev filmen nomineret i seks kategorier, herunder bedste film og bedste instruktion, men modtog ingen priser.

## Modtagelse hos kritikerne
The New York Times anmeldte filmen behersket positivt og skrev bl.a." Taking Off er ikke en stor filmoplevelse, men den er - en god del af tiden - en charmerende en af slagsen." Variety kaldte det "en meget medfølende, meget underholdende nutidig komedie." Filmkritikeren John Simon var ikke begejstret og skrev: 'Jeg erklærer Taking Off for en antihuman film: ond, arrogant og gennemgribende destruktiv'.